# 倪汝池
倪汝池（1965年7月—），男，中华人民共和国外交官，曾任中华人民共和国驻埃尔比勒总领事，现任中华人民共和国驻巴林王国特命全权大使。

## 生平
倪汝池曾在外交部西亚北非司任职，曾任驻伊朗大使馆参赞、首席馆员。2014年11月，援疆担任新疆国际博览事务局党组成员、副局长。2018年4月，出任中华人民共和国驻埃尔比勒总领事。2022年12月，自驻埃尔比勒总领事离任。2023年2月，出任中华人民共和国驻巴林大使。